# 津々井まり
津々井 まり（つつい まり、本名：筒井 まり子、1951年1月2日 - 不明）は、日本の歌手。大分県出身。愛称は「まりちゃん」。 

## 概要
- 1970年から1972年にかけて主に歌手として活動。当時は石原プロモーションに所属していた。

- 1970年3月に「人魚の恋」でレコードデビュー。デビュー時のキャッチフレーズは「セクシー・ジャンボ'70」。

- デビューシングル「人魚の恋」のB面曲「悪なあなた」は、ビート歌謡の傑作として評価が高い楽曲で、同名のオムニバスアルバムも発売されている。

## ディスコグラフィ
- 全てRCAからリリース。

### シングル
| # | 発売日        | A/B面 | タイトル                   | 作詞             | 作曲              | 編曲       | 規格品番 |
| - | ------------- | ----- | -------------------------- | ---------------- | ----------------- | ---------- | -------- |
| 1 | 1970年 3月5日 | A面   | 人魚の恋                   | 山口あかり       | 矢野行雄          | 馬飼野俊一 | JRT-1065 |
| 1 | 1970年 3月5日 | B面   | 悪なあなた                 | 山上路夫         | 村井邦彦          | 馬飼野俊一 | JRT-1065 |
| 2 | 1970年 7月    | A面   | 首ったけ                   | 山上路夫         | 村井邦彦          | 馬飼野俊一 | JRT-1091 |
| 2 | 1970年 7月    | B面   | 夜霧はあなたの涙           | 中杉のぶ         | 野々卓也          | 馬飼野俊一 | JRT-1091 |
| 3 | 1970年 10月   | A面   | 女は小さなチャンスに賭ける | いまいずみあきら | 野々卓也          | 植原道雄   | JRT-1116 |
| 3 | 1970年 10月   | B面   | 恋は地層の果てに           | 杉田倫子         | 山田祥二          | 植原道雄   | JRT-1116 |
| 4 | 1971年 6月    | A面   | 女は恋して夢をみる         | いまいずみあきら | 野々卓也          | 植原道雄   | JRT-1160 |
| 4 | 1971年 6月    | B面   | たとえば貴女ともういちど   | いまいずみあきら | 羽根田武邦 小林正 | 植原道雄   | JRT-1160 |
| 5 | 1971年 11月   | A面   | 愛すれど心さびしく         | ちあき哲也       | 筒美京平          | 高田弘     | JRT-1185 |
| 5 | 1971年 11月   | B面   | 別れてあげる               | ちあき哲也       | 筒美京平          | 高田弘     | JRT-1185 |
| 6 | 1972年 5月    | A面   | 鳩よ、わが愛               | 寺山修司         | 田中未知          | クニ河内   | JRT-1228 |
| 6 | 1972年 5月    | B面   | 五月雨の京都               | いまいずみあきら | 野々卓也          | 植原道雄   | JRT-1228 |

### アルバム

#### オムニバス・アルバム
- 悪なあなた〜歌謡曲番外地（2007年5月26日／CDSOL-1156）
  - 「悪なあなた」収録。

## 雑誌
- TVガイド（1970年7月31日号）
- TVガイド（1970年9月25日号）
- 映画情報（1971年4月号）「燃えてる女」
- 週刊プレイボーイ（1971年4月27日号、集英社）
- 週刊アサヒ芸能 （1971年9月9日号）
- 他多数